# Twentynine Palms
Twentynine Palms és una població dels Estats Units a l'estat de Califòrnia. Segons el cens del 2000 tenia 14.764 habitants.

## Demografia
Segons el cens del 2000, Twentynine Palms tenia 14.764 habitants, 5.653 habitatges, i 3.855 famílies. La densitat de població era de 104 habitants/km².
Dels 5.653 habitatges en un 39,1% hi vivien nens de menys de 18 anys, en un 49,8% hi vivien parelles casades, en un 13,7% dones solteres, i en un 31,8% no eren unitats familiars. En el 25,1% dels habitatges hi vivien persones soles el 7,4% de les quals corresponia a persones de 65 anys o més que vivien soles. El nombre mitjà de persones vivint en cada habitatge era de 2,6 i el nombre mitjà de persones que vivien en cada família era de 3,12.
Per edats la població es repartia de la següent manera: un 31,2% tenia menys de 18 anys, un 15,2% entre 18 i 24, un 28,4% entre 25 i 44, un 16,7% de 45 a 60 i un 8,6% 65 anys o més.
L'edat mediana era de 27 anys. Per cada 100 dones de 18 o més anys hi havia 98,7 homes.
La renda mediana per habitatge era de 31.178 $ i la renda mediana per família de 32.251 $. Els homes tenien una renda mediana de 25.081 $ mentre que les dones 25.141 $. La renda per capita de la població era de 14.613 $. Entorn del 13,6% de les famílies i el 16,8% de la població estaven per davall del llindar de pobresa.

## Poblacions properes
El següent diagrama mostra les poblacions més properes.